# Winter-Universiade 2013/Teilnehmer (China)
| Gelbes Symbol für Goldmedaillen mit stilisierten Olympischen Ringen | Graues Symbol für Silbermedaillen mit stilisierten Olympischen Ringen | Braundes Symbol für Bronzemedaillen mit stilisierten Olympischen Ringen |
| ------------------------------------------------------------------- | --------------------------------------------------------------------- | ----------------------------------------------------------------------- |
| 5                                                                   | 2                                                                     | 3                                                                       |

China nahm an der Winter-Universiade 2013 im Trentino mit  58 Sportlern in sechs Sportarten teil.

## Teilnehmer nach Sportarten

### Winter-Universiade 2013/Curling
| Männer 9. Platz - Ma Xiu Yue - Ma Yan Long - Pan Jia Qi - Wang Jin Bo - Xiao Shi Cheng | Frauen 9. Platz - Chen Yi Na - Lu Ya Qian - Ou Yuan - Wang Xue Yi - Zhao Qing Rou |

### Winter-Universiade 2013/Eiskunstlauf
| Athleten    | Kurzprogramm | Kurzprogramm | Kür    | Kür  | Punkte | Rang |
| Athleten    | Punkte       | Rang         | Punkte | Rang | Punkte | Rang |
| ----------- | ------------ | ------------ | ------ | ---- | ------ | ---- |
| Damen       |              |              |        |      |        |      |
| Jiao Yunya  | 39,45        | 14.          | 62,79  | 17.  | 102,24 | 16.  |
| Männer      |              |              |        |      |        |      |
| Guan Jinlin | 69,45        | 4.           | 116,24 | 11.  | 185,69 | 9.   |
| Song Nan    | 81,56        | 1.           | 139,14 | 2.   | 220,70 | Gold |
| Wang Yi     | 67,29        | 7.           | 119,69 | 8.   | 186,98 | 7.   |

Eistanz
| Athleten                | Kurztanz | Kurztanz | Kür    | Kür  | Punkte | Punkte | Rang |  |
| Athleten                | Punkte   | Rang     | Punkte | Rang | Punkte | Rang   | Rang |  |
| ----------------------- | -------- | -------- | ------ | ---- | ------ | ------ | ---- |  |
| Wang Shiyue / Liu Xinyu | 40,71    | 13.      | 62,17  | 13.  | 102,88 | 13.    |      |  |
| Zhang Yiyi / Wu Nan     | 39,92    | 14.      | 61,76  | 15.  | 101,68 | 14.    |      |  |
| Zhao Yue / Liu Chang    | 37,04    | 15.      | 62,08  | 14.  | 99,12  | 15.    |      |  |

### Winter-Universiade 2013/Eisschnelllauf
| Frauen - Wang Jianlu 500 m: 81.91 (2 Rennen), 14. Platz 1000 m: 1:24.12, 20. Platz 1500 m: 2:11.17, 19. Platz 3000 m: DSQ - Wang Tingting 500 m: 84.14 (2 Rennen), 19. Platz 1500 m: 2:11.52, 22. Platz 3000 m: 4:50.45, 19. Platz - Zhang Yue 500 m: 80.50 (2 Rennen), 6. Platz 1000 m: 1:22.021, 10. Platz | Männer - Guo Qiang 500 m: 72.36 (2 Rennen), 9. Platz 1000 m: 1:16.60, 32. Platz - Guo Zhiwen 1500 m: 1:54.93, 24. Platz 5000 m: 7:01.84, 21. Platz 10000 m: 14:33.75, 13. Platz - Lyu Bo 500 m: 73.26 (2 Rennen), 14. Platz 1000 m: 1:12.40, 15. Platz - Mu Zhongsheng 500 m: 71.60 (2 Rennen), 4. Platz 1000 m: 1:11.94, 11. Platz - Tian Guojun 1000 m: 1:10.96, 5. Platz 1500 m: 1:51.03, 10. Platz - Wang Rongda 500 m: 74.67 (2 Rennen), 17. Platz |

### Winter-Universiade 2013/Shorttrack
| Frauen - Guo Yihan 1000 m: 1:35.691, Gold 1500 m: 3:13.192, 5. Platz 3000 m Staffel: 4:25.353, 4. Platz - Jin Jingzhu 500 m: Penalty in den Heats, nicht platziert 3000 m Staffel: 4:25.353, 4. Platz - Li Hongshuang 1000 m: 1:36.301, 4. Platz 1500 m: Penalty in den Heats, nicht platziert 3000 m Staffel: 4:25.353, 4. Platz - Tao Jiaying 1000 m: 1:36.271, Bronze 1500 m: 2:30.296, Gold 3000 m Staffel: 4:25.353, 4. Platz - Wang Xue 500 m: 44.713, Gold 3000 m Staffel: 4:25.353, 4. Platz - Zhang Shaoyang 500 m: in den Heats als 3. ausgeschieden, 18. Platz | Männer - Gong Qiuwen 500 m: im Viertelfinale als 3. ausgeschieden, 11. Platz 1000 m: im Viertelfinale als 3. ausgeschieden, 9. Platz 5000 m Staffel: Penalty in den Heats, nicht platziert - Ma Xingguang 1500 m: im B-Finale 3. geworden, 10. Platz 5000 m Staffel: Penalty in den Heats, nicht platziert - Shi Jingnan 500 m: 42.025, Bronze 1000 m: im Viertelfinale als 3. ausgeschieden, 11. Platz 5000 m Staffel: Penalty in den Heats, nicht platziert - Wang Xingchun 1500 m: in den Heats als 4. ausgeschieden, 31. Platz - Wang Yang 500 m: Penalty im Viertelfinale, 17. Platz 5000 m Staffel: Penalty in den Heats, nicht platziert - Xu Fu 1000 m: 1:26.602, 4. Platz 1500 m: Penalty im Halbfinale, 13. Platz 5000 m Staffel: Penalty in den Heats, nicht platziert |

### Winter-Universiade 2013/Skilanglauf
| Frauen - Chen Xu Sprint klassisch: im Prolog ausgeschieden, 69. Platz Mixed-Teamsprint (Freistil): im Halbfinale ausgeschieden, 33. Platz 5 km Freistil: 15:55.2, 75. Platz 3 × 5 km Staffel: 52:03.8, 16. Platz - Sun Bo Sprint klassisch: im Prolog ausgeschieden, 62. Platz 5 km Freistil: 15:53.8, 74. Platz 10 km Doppelverfolgung: 35:11.5, 61. Platz 3 × 5 km Staffel: 52:03.8, 16. Platz - Zhang Zheng Sprint klassisch: im Prolog ausgeschieden, 74. Platz Mixed-Teamsprint (Freistil): im Halbfinale ausgeschieden, 39. Platz 5 km Freistil: 19:14.2, 92. Platz 3 × 5 km Staffel: 52:03.8, 16. Platz | Männer - Feng Liqiang Sprint klassisch: im Prolog ausgeschieden, 76. Platz 10 km Freistil: 27:25.3, 89. Platz 15 km Doppelverfolgung: 47:51.1, 78. Platz 30 km Massenstart: 1h38:34.7, 59. Platz 4 × 10 km Staffel: 1h55:17.0, 18. Platz - Li Qiang Sprint klassisch: im Prolog ausgeschieden, 87. Platz 10 km Freistil: 28:59.6, 101. Platz 15 km Doppelverfolgung: 48:55.8, 80. Platz 30 km Massenstart: 1h42:33.8, 65. Platz - Liu Mingtao Sprint klassisch: im Prolog ausgeschieden, 78. Platz 10 km Freistil: 27:59.3, 97. Platz 15 km Doppelverfolgung: 45:33.1, 73. Platz 30 km Massenstart: 1h37:39.2, 58. Platz 4 × 10 km Staffel: 1h55:17.0, 18. Platz - Shang Jincai Sprint klassisch: im Prolog ausgeschieden, 68. Platz Mixed-Teamsprint (Freistil): im Halbfinale ausgeschieden, 33. Platz 10 km Freistil: 27:56.2, 96. Platz 15 km Doppelverfolgung: 43:46.5, 66. Platz 30 km Massenstart: 1h34:33.1, 50. Platz 4 × 10 km Staffel: 1h55:17.0, 18. Platz - Sun Qinghai Sprint klassisch: 4:28.05, 6. Platz - Zhao Dalong Mixed-Teamsprint (Freistil): im Halbfinale ausgeschieden, 39. Platz 10 km Freistil: 26:55.4, 80. Platz 15 km Doppelverfolgung: 46:14.9, 75. Platz 30 km Massenstart: 1h40:12.7, 60. Platz 4 × 10 km Staffel: 1h55:17.0, 18. Platz |

### Winter-Universiade 2013/Snowboard
(alle Halfpipe)
| Frauen - Li Shuang 91.00, Gold - Sun Juan 43.25, 5. Platz - Sun Zhifeng 80.25, Silber - Xu Xiujuan 75.00, Bronze | Männer - Hu Yi 84.25, Silber - Huang Shiying 71.50, 5. Platz - Li Fengfeng 24.00, 11. Platz - Xu Dechao 53.00, 8. Platz |